# Fedoro-Șuliciîne, Dolînska
Fedoro-Șuliciîne (în ucraineană Федоро-Шулічине) este un sat în comuna Novooleksandrivka din raionul Dolînska, regiunea Kirovohrad, Ucraina.

## Demografie
Componența lingvistică a localității Fedoro-Șuliciîne
     Ucraineană (94,53%)
     Română (3,28%)
     Rusă (1,82%)
     Alte limbi (0,36%)
Conform recensământului din 2001, majoritatea populației localității Fedoro-Șuliciîne era vorbitoare de ucraineană (94,53%), existând în minoritate și vorbitori de română (3,28%) și rusă (1,82%).